# Jobbik
O Jobbik – Movimento por uma Hungria Melhor é o principal partido político nacionalista radical em atividade na Hungria. O partido se descreve como "conservador e radicalmente cristão e nacionalista", cujo "propósito fundamental" é a proteção dos "valores e interesses húngaros". O movimento rejeita o "capitalismo global", a integração europeia e o sionismo. É aderente do turanismo húngaro, ideologia que afirma que os húngaros têm origem na "raça ural-altaica". O partido tem sido classificado por acadêmicos e pela mídia como fascista, neo-fascista, neo-nazista, extremista, racista, antissemita, anti-cigano e homofóbico, apesar de negar oficialmente essas acusações. Atualmente goza de amplo e crescente apoio popular, constituindo-se na terceira maior força política húngara, após ter recebido 1.020.476 votos nas eleições parlamentares húngaras de 2014, conquistando 20,54% dos assentos. Recentemente, o tribunal de última estância húngaro proibiu a imprensa de o chamar de extrema-direita, pois o Jobbik rejeita o termo e prefere a expressão "direita radical".
O seu deputado no Parlamento Europeu Csanad Szegedi, que era acusado de antissemitismo, descobriu em 2012 que era judeu.
Antes das eleições parlamentares de 2014 uma nova tendência política, os chamados néppártosodás (transição para um partido do povo) apareceram no Jobbik. O partido adotou um novo estilo de comunicação enquanto invertia muitos elementos radicais de seu programa anterior. Os líderes do Jobbik declararam que ele se transformou de um partido radical de direita em um partido do povo moderado e conservador. O presidente Gábor Vona, em uma entrevista, prometeu "cortar os selvagens", os radicais de uma vez.
Em 2016, o partido prosseguiu sua estratégia de de-demonização, abandonando partes do seu corpus ideológico original e excluindo certos elementos extremistas, a fim de tornar sua imagem mais respeitável e encarnar uma oposição credível ao governo conservador de Viktor Orbán. Apesar das promessas de Jobbik, particularmente à comunidade judaica na Hungria, muitos intelectuais de esquerda e figuras políticas dizem que querem manter distância de uma organização considerada antidemocrática. Pelo contrário, a filósofa Ágnes Heller, sobrevivente do Holocausto, considera que é necessário aliar-se a todos os partidos da oposição, incluindo Jobbik, para derrotar o Fidesz de Orbán. Segundo ela, o Jobbik nunca foi um partido neo-nazista, embora acredite que continua sendo um partido de extrema-direita e mantém um discurso racista. No nível local, entretanto, alianças implícitas foram formadas entre partidos de esquerda e Jobbik em eleições municipais parciais para derrotar o partido do governo.
Embora o partido seja comumente descrito como de extrema direita pelos observadores e pela imprensa internacional, alguns meios de comunicação consideram agora que é mais difícil classificar o Jobbik como está atualmente na extrema direita, por causa de sua de-demonização e a sempre crescente retórica de direita de Fidesz, ou mesmo que Jobbik seja atualmente um partido de direita.
A estratégia do Jobbik, afastando-se de suas raízes de extrema-direita e estabelecendo uma posição mais centrista, também resultou no surgimento de formações dissidentes mais radicais, como o novo partido Força e Determinação.
Após as eleições legislativas de 2018, em face do fracasso da estratégia de reorientação do partido (Jobbik ganhou apenas mais uma cadeira em comparação com a eleição anterior), seu presidente Gábor Vona renunciou. Em 12 de maio de 2018, Tamás Sneider sucedeu-lhe a este cargo. O novo presidente quer continuar com a estratégia de moderação do partido. No final de abril, o comitê central do partido havia votado por unanimidade a favor da continuação da mudança para uma ala conservadora de direita moderada, apesar da derrota eleitoral de Jobbik nas eleições legislativas.
Atualmente, o partido se descreve como um partido moderno e conservador. A pesquisa de opinião recente (28/02/2020) da IDEA para a Euronews foi analisada pelo principal cientista político Balázs Böcskei e ele interpretou que o ex-partido nacionalista Jobbik concluiu sua transformação em um partido popular centrista e sua base de votos foi alterada, e agora é um eleitorado pró-UE predominantemente moderado.

## Resultados Eleitorais

### Eleições legislativas
| Data | CI.                 | Votos               | %                   | +/-                 | Deputados | +/- | Status            |
| ---- | ------------------- | ------------------- | ------------------- | ------------------- | --------- | --- | ----------------- |
| 2006 | 5.º                 | 119 007             | 2,2 / 100,0         |                     | 0 / 386   |     | Extra-parlamentar |
| 2010 | 3.º                 | 855 436             | 16,7 / 100,0        | 14,5                | 47 / 386  | 47  | Oposição          |
| 2014 | 3.º                 | 985 029             | 20,5 / 100,0        | 3,8                 | 23 / 199  | 24  | Oposição          |
| 2018 | 2.º                 | 1 092 669           | 19,1 / 100,0        | 1,4                 | 26 / 199  | 3   | Oposição          |
| 2022 | Unidos pela Hungria | Unidos pela Hungria | Unidos pela Hungria | Unidos pela Hungria | 10 / 199  | 16  | Oposição          |

### Eleições europeias
| Data | CI. | Votos   | %            | +/- | Deputados | +/-     |
| ---- | --- | ------- | ------------ | --- | --------- | ------- |
| 2009 | 3.º | 427 773 | 14,8 / 100,0 |     | 3 / 22    |         |
| 2014 | 2.º | 340 287 | 14,7 / 100,0 | 0,1 | 3 / 21    | Estável |
| 2019 | 5.º | 220 184 | 6,3 / 100,0  | 8,4 | 1 / 21    | 2       |